# 高知県道280号伊野停車場線
高知県道280号伊野停車場線（こうちけんどう280ごう いのていしゃじょうせん）は、高知県吾川郡いの町を通る一般県道である。

## 概要
吾川郡いの町駅前町のJR四国土讃線 伊野駅前から国道194号までを結ぶ。

### 路線データ
- 起点：高知県吾川郡いの町駅前町（JR四国土讃線 伊野駅）
- 終点：高知県吾川郡いの町駅前町（国道194号交点、高知県道33号南国伊野線終点）
- 総延長：30 m

## 地理

### 通過する自治体
- 高知県
  - 吾川郡いの町

### 交差する道路
| 交差する道路                     | 交差する場所 | 交差する場所 |
| -------------------------------- | ------------ | ------------ |
| 国道194号 高知県道33号南国伊野線 | 駅前町       | 終点         |

### 沿線
- JR四国土讃線 伊野駅
- とさでん交通伊野線
  - 伊野停留場（終点付近）
  - 伊野駅前停留場
- いの町役場（終点付近）